# Region Przemysłowy Hanshin
Region Przemysłowy Hanshin (jap. 阪神工業地帯 Hanshin Kōgyō Chitai) – region przemysłowy w Japonii, w środkowej części głównej wyspy Honsiu (Honshū). 

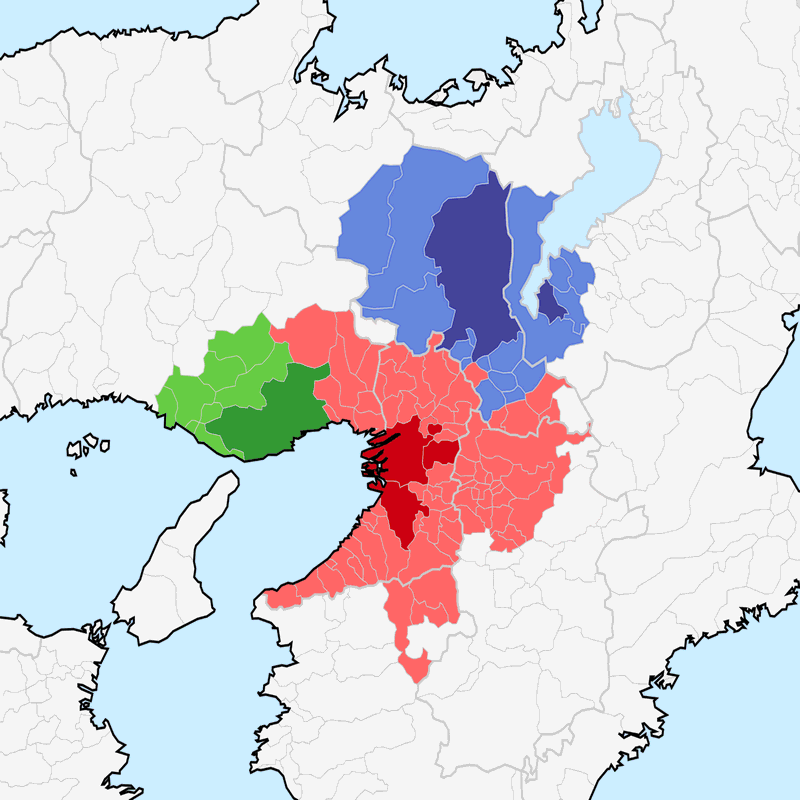
Keihanshin, Metropolitalne Obszary Zatrudnienia: Osaka (kolor czerwony), Kobe (zielony) i Kioto (niebieski) (2015)

Jest to strefa przemysłowa skupiona wokół miast: Osaka, Amagasaki, Sakai i Kobe, włącznie z wybrzeżem zatoki Osaka (Ōsaka-wan). W szerokim sensie obejmuje również obszary przemysłowe regionu Harima, jak Akashi i Himeji, oraz obszary przemysłowe na południe od Wakayamy. Znana również jako strefa przemysłowa Keihanshin, obejmująca południową część prefektury Kioto. 
Już w okresie Edo (1603–1868) rozwijała się produkcja przemysłowa (np. wytopu miedzi, produkcji tłuszczów, skór, statków) i handel w tym regionie. Szybki rozwój był możliwy także dzięki rozwiniętemu transportowi wodnemu wzdłuż wybrzeży Morza Wewnętrznego (Seto-naikai) i rzeki Yodo. W Sakai rozwijało się rusznikarstwo, browarnictwo w: Nada (ob. dzielnica Kobe), Itami, Ikeda, a tkactwo i farbiarstwo bawełny w Izumi. 
We wczesnym okresie Meiji (1868–1912) rozpoczęła się nowoczesna industrializacja. W Osace powstały: mennica, fabryka armat, przędzalnie.
W czasie I wojny światowej rozwinęły się przemysły: stalowy, maszynowy, stoczniowy, pojazdów, maszyn przędzalniczych, chemiczny (nawozy, chemikalia, oleje i tłuszcze, guma). Przemysł tekstylny i innych towarów rozwinął się od Higashi-Osaki na południe na terenach wiejskich, tworząc urbanizację satelicką. 
Produkcja tego regionu przed II wojną światową była najwyższa w Japonii, przewyższając obszar przemysłowy Keihin.
Ze względu na innowacje technologiczne i rozwój transportu po II wojnie światowej duże fabryki produkujące urządzenia elektryczne, maszyny, chemikalia, artykuły spożywcze itp. rozwijają się wzdłuż linii kolejowych i autostrad. 
Po II wojnie światowej, m.in. w związku z szybkim rozwojem przemysłu, wystąpiły problemy związane z osiadaniem terenu, zanieczyszczeniem powietrza i wody. Podjęte starania w celu ich wyeliminowania dały dobre efekty. Okręg Przemysłowy Hanshin rozwinął się, ale charakteryzuje się dużą koncentracją małych i średnich przedsiębiorstw i jest ukierunkowany na handel z Azją. 